# Apogonia insularis
Apogonia insularis är en skalbaggsart som beskrevs av Moser 1917. Apogonia insularis ingår i släktet Apogonia och familjen Melolonthidae. Inga underarter finns listade i Catalogue of Life.